# سیارک ۱۸۹۹۴
سیارک ۱۸۹۹۴ (به انگلیسی: 18994 Nhannguyen، نامگذاری:2000RO50) هجده هزار و نهصد و نود و چهارمین سیارک کشف شده‌است که در ۵ سپتامبر ۲۰۰۰ کشف شد.
قدر مطلق سیارک برابر ۱۴.۱ است.